# ناصر صرخوه
ناصر عبد العزيز حسن صرخوه (16 يوليو 1947-16 نوفمبر 2015) أستاذ جامعي ونائب سابق في مجلس الأمة الكويتي.

## مسيرته الدراسية
- تخرج من جامعة الكويت بتخصص العلوم البيولوجية من كلية العلوم في عام 1970 وكان من متفوقي الدفعة الأولى بتقدير امتياز.
- حصل على دبلوم الكلية الملكية - كلية امبريال في عام 1976 من المملكة المتحدة.
- حصل على الدكتوراه من جامعة لندن في عام 1976 من المملكة المتحدة في تخصص العلم الميكروبيولوجي وتخصص دقيق للتحلل الحياتي.

## العضويات التي حصل عليها
- عضو لهيئة التدريس في جامعة الكويت - كلية العلوم قسم النبات والميكروبيولوجي 1976-2015.[1]
- عضو لمجلس الأمة الكويتي لثلاث فصول تشريعية مجلس 1981 و1985 و1992.
- عضوية اللجان البرلمانية المحلية والدولية من 1981-1986.
- عضو لجنة الخطة الخمسية لبرنامج الحكومة مجلس 1992.
- أمين صندوق الشعبة البرلمانية الكويتية مجلس 1992.
- مقرر لجنة شئون البيئة مجلس 1992.
- رئيس لجنة شئون التعليم والقافة والإرشاد مجلس1992.
- عضو مجلس للإتحاد البرلماني الدولي من 1992.
- عضو لجنة التنمية المستدامة التابعة للإتحاد البرلماني الدولي من 1993-1998.

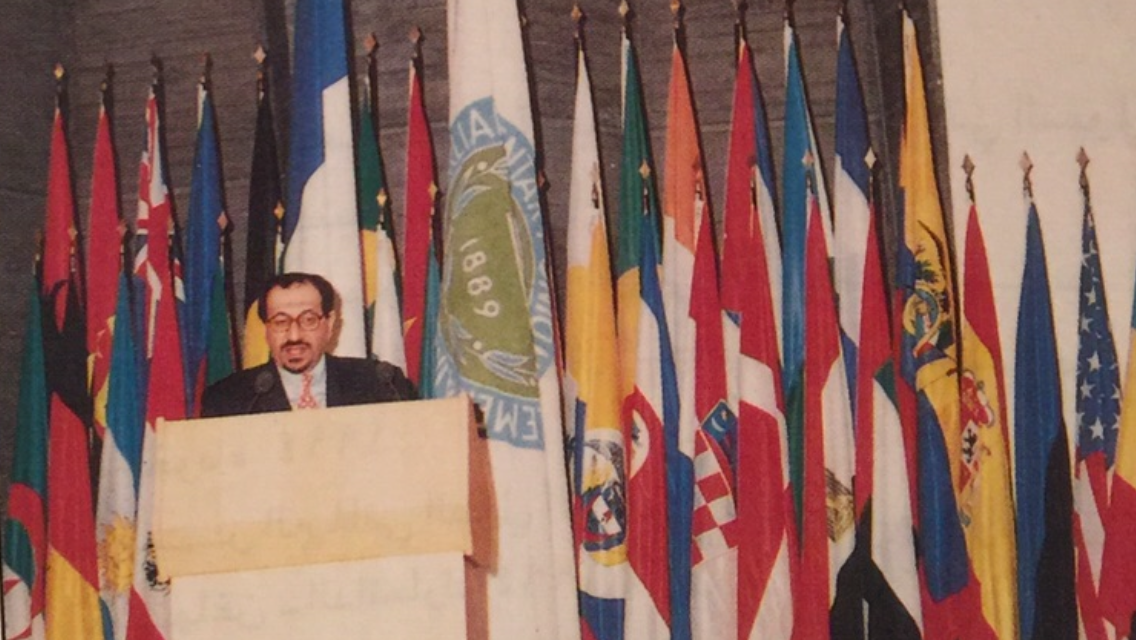
الدكتور ناصر صرخوه يلقي كلمة في إحدى المؤتمرات البرلمانية الدولية

## المنح العلمية
- منحة مشروع بحث من وحدة برامج الأبحاث من جامعة الكويت ديسمبر 1986.
- منحة مشروع بحث من وحدة برامج الأبحاث من جامعة الكويت ومؤسسة الكويت للتقدم العلمي يوليو 1986.
- منحة مشروع بحث من وحدة برامج الأبحاث من جامعة الكويت أبريل 1991.
- منحة مشروع بحث من وحدة برامج الأبحاث من جامعة الكويت يناير 1992.
- منحة علمية مشتركة من جامعة أولدنبورغ في ألمانيا من وزارة البحث العلمي والتكنولوجيا الألمانية فبراير 1992.

## حياته البرلمانية
حاز على عضوية مجلس الأمة لـ 3 مرات أولها في عام 1981 حين شارك في انتخابات مجلس الأمة الكويتي 1981 في الدائرة الثالثة عشر، وحصل على المركز الأول برصيد 795 صوت وفاز بالانتخابات ، وشارك في انتخابات مجلس الأمة الكويتي 1985 في الدائرة الثالثة عشر، وحصل على المركز الثاني برصيد 1213 صوت وفاز بالانتخابات ، وشارك في انتخابات مجلس الأمة الكويتي 1992 في الدائرة الثالثة عشر، وحصل على المركز الأول برصيد 1722 صوت وفاز بالانتخابات ، وشارك في انتخابات مجلس الأمة الكويتي 1996 في الدائرة الثالثة عشر، وحصل على المركز الرابع برصيد 1423 صوت وخسر الانتخابات ، وشارك في انتخابات مجلس الأمة الكويتي 1999 في الدائرة الثالثة عشر، وحصل على المركز الرابع برصيد 1295 صوت وخسر الانتخابات ، وشارك في الانتخابات التكميلية في عام 2000 في الدائرة العاشرة، وحصل على المركز الرابع برصيد 494 صوت وخسر الانتخابات.
وطوال مسيرته البرلمانية، رفع الدكتور ناصر صرخوه شعار «كلمة التوحيد وتوحيد الكلمة»، معتبرا أن كلمة التوحيد هي كلمة تجمع جميع البشر «لا إله إلا الله»، فعلى الرغم من الخلافات والتوجهات الا انه كان يتفق على هذه الكلمة وهذا الشعار الذي كان يمارسه ممارسة عملية من خلال اطروحاته.
وتوحيد الكلمة عند الدكتور يعبر عن العدل المطلق وكل القيم السامية التي تشملها هذه الكلمة. كما رفض طوال مسيرته الطرح الطائفي، مؤكدا أن مثل هذا الطرح يهدم المجتمع بأكمله، فالانتخابات هي عملية ديموقراطية بحتة لا مجال للتنازعات والصراعات.
كما كان الدكتور ناصر صرخوه أحد أصحاب المواقف الوطنية الثابتة والمشرفة للمطالبة بعودة الحياة البرلمانية في الكويت عام 1986 وكان من ضمن أعضاء دواوين الأثنين. وفي إحدى التجمعات كان الشهيد مبارك النوت يردد الشيلات بأسماء الأعضاء في الديوان وكان شيلته للدكتور ناصر صرخوه «ناصر ناصر يا صرخوه.. مجلسنا وين ودوه».

## أبحاثه العلمية
كان له العديد من الاهتمامات البحثية منها دور الكائنات الدقيقة في تحلل النفط الخام والمواد الهيدروكربونية وأيضا عن عزل وتعريف الكائنات الدقيقة المحللة للنفط واستخدام المواد الهيدروكربونية بواسطة الكائنات الدقيقة ودراسة البوليميرات الناتجة عن تحلل الكائنات الدقيقة للنفط ودراسة التأهيل البيولوجي للبيئات الملوثة باستخدام الكائنات الدقيقة وكذلك دراسة الترسبات البيولوجية الرقيقة على ذرات الحصى والزجاج (الناتجة عن التحلل النفطي).
وكان يرى الدكتور ناصر صرخوه أن التعليم في جميع دول العالم بحاجة إلى إعادة نظر من وقت لآخر نظرا للتطور العلمي الهائل والمتسارع الذي يفرض ضرورة إعادة تقييم المناهج وتطويرها لمواكبة الاكتشافات الكثيرة، كما يرى أنه من المفترض إعادة تقييم وتطوير المناهج الدراسية من وقت لآخر لمواكبة هذا التطور العلمي.
وعن طلبته في قسم الميكروبيولوجي، فكان يؤكد أن باستطاعتهم العمل في قطاعات مختلفة في وزارة الصحة والمستشفيات الخاصة ومعهد الكويت للإبحاث العلمية ومؤسسة الكويت للتقدم العلمي وجامعة الكويت والهيئة العامة للزراعة والثروة السمكية والهيئة العامة للبيئة ووزارة التربية والتعليم العالي ومصانع المنتجات الغذائية وقسم رقابة المواد الغذائية ببلدية الكويت ومحطات تنقية المياه والإدارة العامة للأدلة الجنائية والشركات النفطية.

## الجوائز
نال في حياته عدداً من الجوائز التي كرسته باحثاً مميزاً، ومنها ثلاث جوائز علمية متفرقة من مؤسسة الكويت للتقدم العلمي وهي: 
- جائزة أفضل بحث محكم في مجلة علمية محلية في عام 1992.
- جائزة أفضل بحث في علوم البيئة من جراء الدمار الذي سببه الغزو العراقي للكويت في عام 1995.
- جائزة التميز في النشر العلمي في عام 2000.

## وفاته
توفي الدكتور ناصر صرخوه في تاريخ 16 نوفمبر عام 2015. إثر سكتة دماغية بسبب هبوط بالدورة الدموية في جامعة الكويت، بعد خروجه من مختبره الخاص متوجها إلى سيارته بعد أن إلتقى مع مجموعة من زملائه لمناقشة مشروع بحث جديد كان ينوي القيام به. وقد حضر أهل الكويت في تشييع جثمانه قبل نقله إلى مدينة النجف ودفن فيها.

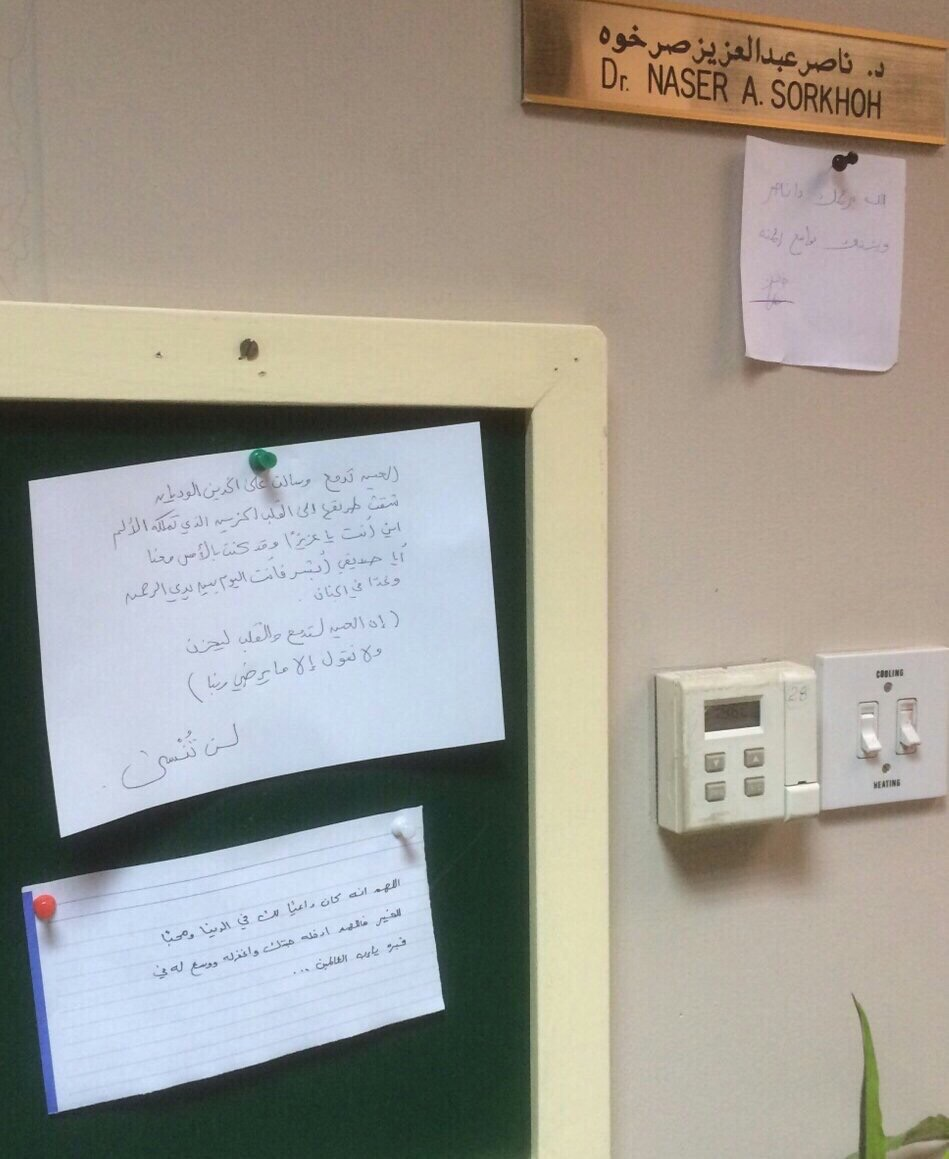
مكتب الدكتور ناصر صرخوه يكتسي بالتعازي الطلابية في جامعة الكويت